# Diecezja Djougou
Diecezja Djougou (łac.: Dioecesis Diuguensis) – rzymskokatolicka diecezja w Beninie, podlegająca pod Archidiecezję Parakou.
Siedziba biskupa znajduje się przy Katedrze w Djougou.